# ربان مبذول
 رُبَّان مبذول (الاسم العلمي Naucrates ductor)، نوع أسماك بحرية من شائكات الزعانف وفصيلة الشيميات.  منتشرة في جميع بحار البلاد الحارة ولمعتدلة. أجسامها إهليلجية الشكل. سهفها صغير القد. زعانفها الظهرية مستطيلة تتقدمها أربعة مناخس معنقة الحمة. زعانفها الشرجية فارقة.